# 寶瓶座81
寶瓶座81，又名BD-07 5910，HD 217531、SAO 146447、HR 8757，是寶瓶座的一颗恒星，视星等为6.21，位于銀經65.42，銀緯-57.08，其B1900.0坐标为赤經22h 56m 11.8s，赤緯-7° -57.08′ 53″。